# 善通寺市民体育館
善通寺市民体育館（ぜんつうじしみんたいいくかん）は、香川県善通寺市にある体育館。

## 概要
第48回国民体育大会（1993年東四国国体）の会場として使用するため、善通寺市により1990年12月に起工。1992年に完成し、翌年の東四国国体ではバレーボール競技の会場となった。メインアリーナの2階に観客席1580席を有しており、東四国国体終了後も地域・学生スポーツだけでなく、各種団体の興行に使用されている。
- メインアリーナ - 2189m2
- サブアリーナ - 504m2
- トレーニング室 - 187.95m2
- ランニングコース
- 遊戯室
- ミーティングルーム
- 更衣室
- シャワー室

## 開催された主な競技会・イベント
- 東四国国体バレーボール競技
- バレーボールVリーグ公式戦
- バスケットボール（bjリーグ公式戦高松ファイブアローズ主催試合、日本リーグ公式戦）
- 全日本プロレス、新日本プロレス

## アクセス
- 最寄鉄道駅 JR四国善通寺駅
- 高松自動車道善通寺ICより国道319号経由3分

## 周辺
- 善通寺市民プール
- 村上池
- パワーシティ善通寺

## 参考資料
- 四国新聞記事